# Pentila laura
Pentila laura är en fjärilsart som beskrevs av Kirby 1890. Pentila laura ingår i släktet Pentila och familjen juvelvingar. Inga underarter finns listade i Catalogue of Life.